# Portret van een zwarte vrouw
Portret van een zwarte vrouw, ook Vermoedelijk portret van Madeleine (Frans: Portrait d'une femme noire, alsook Portrait présumé de Madeleine), is een schilderij van de Franse kunstschilderes Marie-Guillemine Benoist.
Zij vervaardigde het portret in 1800, zes jaar na de afschaffing van de slavernij in de Franse koloniën, ten tijde van de Franse Revolutie. Ze brak met dit werk met de oriëntalistische gewoonte om kleurlingen af te beelden met exotische kostuums en achtergronden. De oorspronkelijke titel is Portret van een negerin (Frans: Portrait de négresse).
Benoist presenteerde het portret tijdens de Parijse salon van 1800 en ontving zowel lovende als kritische reacties. Het is eigendom van de Franse staat en behoort tot de collectie van het Louvre in Parijs.